# Dysauxes imperfecta
Dysauxes imperfecta là một loài bướm đêm thuộc phân họ Arctiinae, họ Erebidae.